# Torito (bebida)
El torito es una bebida alcohólica de textura cremosa y sabor dulce a leche y cacahuate típica de Veracruz, en México. Al ser una bebida mixta con alcohol, típicamente aguardiente de caña, se puede considerar un cóctel. Por su cantidad etílica, se considera fuertemente embriagante, de ahí su nombre.
En Morelos y el Estado de México, el torito hace referencia a otra preparación, también con aguardiente de caña, aunque en vez de leche, se mezcla con jugo de naranja, cebolla y chiles en vinagre.

## Historia

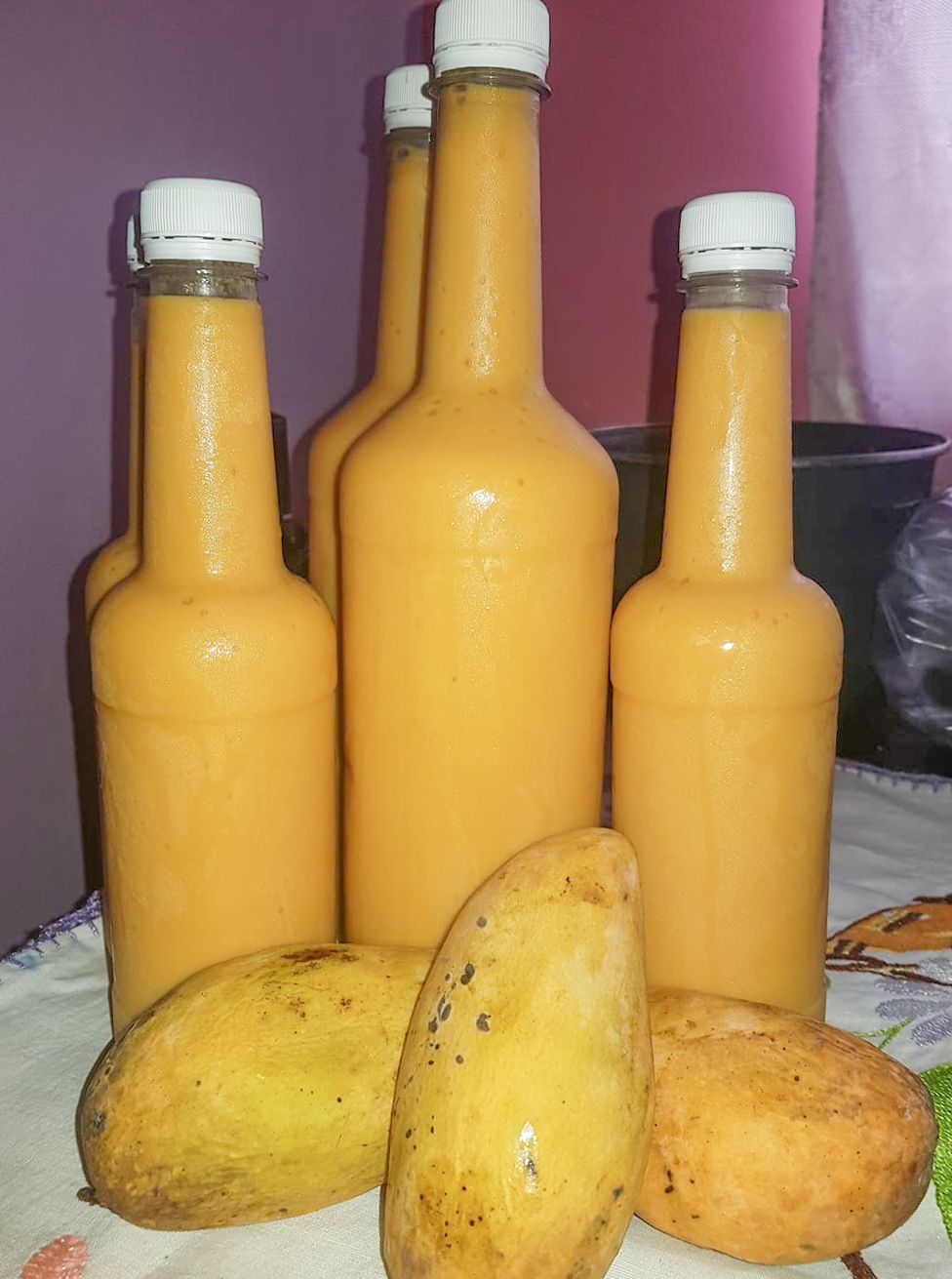
Torito de mango Ataúlfo.

La historia de esta bebida se remonta a principios del siglo XIX, en las plantaciones de caña de azúcar que abundan en la cuenca del río Papaloapan. Fueron los trabajadores del azúcar quienes crearon el torito, que para aguantar las largas jornadas, mezclaban el aguardiente que producían con frutas de la temporada (jobo, nanche, limón, guanábana... etc.). Esto les daba «la fuerza de un toro», de ahí su nombre. Posteriormente, la receta cambió y se le agregó leche y cacahuates, aunque todavía es común que se le agregue a veces frutas como la guanábana.
En 1938, la familia Montalvo-Iglesias funda en Boca del Río, Veracruz, un establecimiento llamado La Chata, en el cual se sigue vendiendo toritos desde entonces siendo este su producto estrella. Se trata de uno de los principales productores de botellas de torito.
Sin embargo El Torito se ha vuelto más popular dentro de la zona de Xico y Coatepec, Veracruz, siendo un referente de estos municipios y atrayendo a diversos turistas e inversores por esta bebida. 
Entre los principales productores se encuentra la casa Osorio, con sus Toritos y licores El Bravío, con su establecimiento ubicado en Xico, Veracruz, contando con la experiencia de más de dos generaciones. 

## Variantes
Aunque el más popular sigue siendo el de cacahuate, otros sabores igualmente comunes son:
- Torito de Cacahuate
- Torito de Café
- Torito de Cajeta
- Torito de Cacao
- Torito de Coco
- Torito de Fresa
- Torito de Guanábana
- Torito de jobo
- Torito de Nanche
- Torito de mango
- Torito de Menta
- Torito de Pistache
- Torito de Piñon
- Torito de Crema Irlandesa
- Torito de Núez
- Torito de Guanabana
- Torito de Vainilla

## En la cultura popular
- El decimero de fandango jarocho de los años 70 Constantino Blanco Ruiz (el Tío Costilla) dedica varios versos al «torito de limón»; «El torito de limón / es un licor exquisito / que estimula el apetito / y te alegra el corazón»;[7] «No me  quedé con la gana / de un torito de limón, / pa’ hacer buena digestión / y comí con precauciones / ocho docenas de ostiones / y un kilo de camarón.»[8]